# Trebinje
Trebinje (srbskou cyrilicí Требиње) je město v Bosně a Hercegovině, na jihovýchodě země, v Republice srbské. Žije zde 30 000 obyvatel.

## Přírodní poměry
Město se nachází nedaleko od hranice s Černou Horou a Chorvatskem. V jeho blízkosti se nacházejí také Bilećské a Trebinjské jezero. Samo bylo vybudováno na dvou březích řeky Trebišnjica, na které je zároveň několik mlýnů a také starý kamenný Perovićův most z dob Osmanské říše. Trebinje je obklopené horami, z nichž nejvyšší je masiv Leotar s nejvyšším bodem o nadmořské výšce 1228 m n. m.

## Klimatické poměry
Trebinje se nachází v místě s vysokými srážkami a přímořským podnebím. Vzhledem k vyšší nadmořské výšce než v nedalekém Dubrovníku jsou zde nicméně nižší průměrné teploty. Přestože místní vegetace je význačně středomořská, nachází se zde i řada druhů rostlin typických pro mírný podnební pás. Průměrná roční teplota pro Trebinje činila v letech 1991–2015 16,6 °C, průměrná lednová teplota potom 8,3 °C a průměrná červnová potom 26,5 °C. Sníh zde padá velmi zřídka. V letních měsících mohou teploty vystoupat až na 35 °C, nejvyšší naměřená teplota zde byla 42,5 °C (2007 a nejnižší −9 °C (2017).

## Historie
V dokumentu De Administando Imperio byzantského císaře Konstantina VII. byla zmíněna existence sídla Travunija (řecky Τερβουνια) na území, kteří obývali Slované (Srbové). Město se rozvíjelo na obchodní stezce z Dubrovníka do Cařihradu. Do roku 1355 bylo město součástí středověkého srbského státu[zdroj?] Poté se v roce 1377 stalo součástí Bosny pod vládou Tvrtka I. Kotromaniće. Z této doby pochází několik středověkých do dnešních dob dochovaných staveb, mezi které patří středověká věž v obci Gornje Police a klášter Tvrdoš z 15. století. Město bylo vzhledem k blízkosti k Dubrovnické republice předmětem sporů mezi Dubrovníkem a dalšími regionálními uzurpátory moci. Celnice byly zbudovány ve městě nebo v jeho okolí několikrát v průběhu této doby.
V roce 1466 bylo město spolu se zbytkem Heregoviny obsazeno Turky. Na místě středověké pevnosti Ban Vir nechali na západním břehu řeky, v dnešním centru města, vybudovat Osmané pevnost. Na začátku 18. století nechala rodina Resulbegoviců vybudovat okolo města hradby a přebudovala dnešní historické centrum města. Důvodem pro tyto stavební úpravy byl ústup Turků v oblasti dnešního černohorského pobřeží a obava z ohrožení a postupu křesťanských států do balkánského vnitrozemí, a tedy i přes Trebinje. Ikonický Perovićův most byl vybudován v 16. století v blízkosti nedaleké vesnice Arslanagići za vlády vezíra Mehmeda Paši Sokoloviće. V dobách existence Osmanské říše bydlela v Trebinji řada rodin, které byly původem z území nedaleké Dubrovnické republiky (např. Ljubibratićové, Starčićové, Popovićové, Krasomirćové, Preljubićové, Poznanovićové, Dragančićové, Kobiljačićové, Paštrovićové, Zemljićové a Stanjevićové).

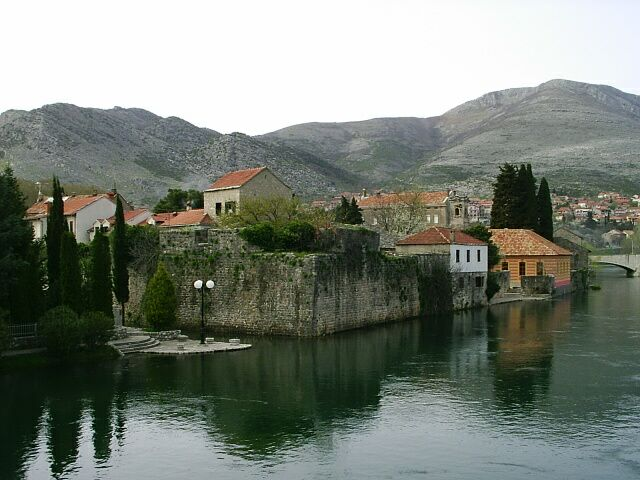
Pozůstatek turecké pevnosti

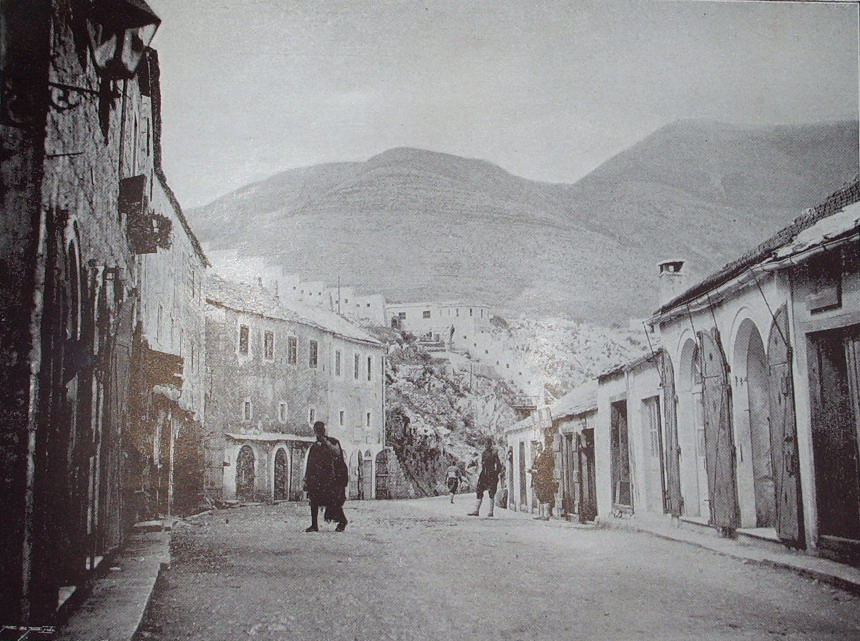
Trebinje na počátku 20. století

V roce 1715 byla zahájena stavba kanálu, který měl vést okolo města v délce 460 m, měl být 5 m hluboký a 10 m široký. Kanál byl částečně zasypán v roce 1914 a zcela roku 1932. Jeho výstavbu řídil místní rodák Osmanpaša Resulbegović, který mimo jiné nechal zbudovat také dvě mešity, které nesly názvy Careva džamija a Osmanpašina džamija. Vybudována zde byla také hodinová věž.
Trebinje a okolní Hercegovina byly častým místem povstání proti Turkům. Dne 26. listopadu 1716 rakouský generál Nastić spolu s 400 vojáky a cca 500 hajduky zaútočil na Trebinje, ale nepodařilo se mu obsadit. Před branami města stanul spolu s dalšími tisíci vojáků Benátské republiky. Ubránilo se jim okolo 1000 Turků. Benátčané dokázali obsadit nedaleké obce Hutovo a Popovo Polje. V roce 1875 vypuklo v blízkosti Trebinje tzv. Hercegovské povstání. Povstalecké území zahrnovalo i město a místními správci se stali Todor Mujičić, Gligor Milićević, Vasilj Svorcan a Sava Jakšić. Po roce 1878 připadlo na základě Berlínského kongresu Trebinje a celá Bosna Rakousko-Uhersku.
Během rakousko-uherské správy byly na okolních kopcích vybudovány nové pevnosti a umístěna vojenská posádka. Do města byl umístěn III. prapor 8. pěšího pluku arcivévody Karla Štěpána s doplňovacím okresem Brno. Město bylo rovněž modernizováno a rozšířilo se západním směrem. Vznikla současná hlavní ulice Trebinje a několik nových náměstí, parků, škol. V okolí města byly založeny nové tabákové plantáže.
Dne 13. listopadu 1918 obsadila město srbská armáda; dne 1. prosince 1918 poté bylo Trebinje součástí Království Srbů, Chorvatů a Slovinců a později Jugoslávie. Za druhé světové války bylo připojeno k Nezávislému státu Chorvatsko, stejně jako celá dnešní Bosna a Hercegovina.
V 20. století se Trebinje rozrůstalo až po druhé světové válce. Během existence SFRJ zde vznikly hydroelektrárny a ponorné řeky v okolí byly propojeny sítí tunelů. V roce 1991 obsadili město Srbové a stalo se následně součástí Republiky srbské. Ve válce v první polovině 90. let potom sloužilo pro Jugoslávskou lidovou armádu jako hlavní základna pro obléhání Dubrovníku. 500 Bosňáků během války uprchlo; Srbové, kteří Trebinje ovládli zahájili nábor do jugoslávské armády, která sloužila především pro rozšíření srbského vlivu na území rozpadající se Jugoslávie. Během konfliktu bylo v Trebinji zbořeno 10 mešit (Osman-pašova mešita byla v roce 2005 obnovena; rekonstrukce Císařovy mešity byla zahájena v roce 2011). Do Trebinje byly naopak převezeny historické ikony z kláštera v Žitomišlićích u Mostaru, aby nebyly při konfliktu zničeny. Mezi zničenými památkami, které byly po skončení války zrenovovány, patří také Resulbegovićův dům.
V 90. letech 20. století zde vznikl nový pravoslavný kostel – Hercegovinská Gračanica, postavená po vzoru kláštera Gračanica na území dnešního Kosova. Přesídlila sem také správa místní pravoslavné eparchie. Nedaleko města se nachází také Manastir Tvrdoš – pravoslavný klášter, dnes navštěvovaný turisty. Pro potřeby turistiky a cestování se zde nachází dva hotely.

## Ekonomika

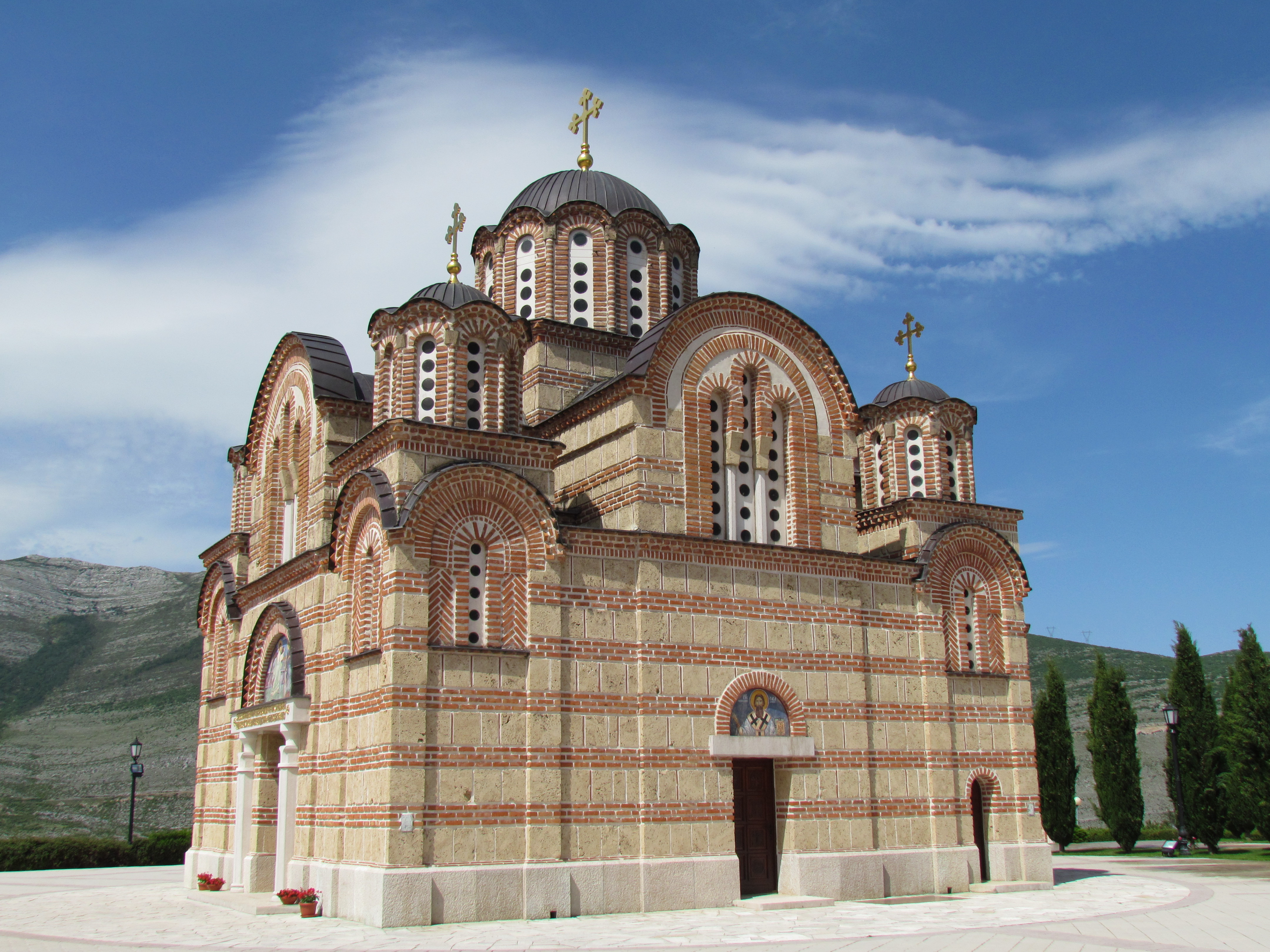
Kostel kláštera Hercegovinská Gračanica

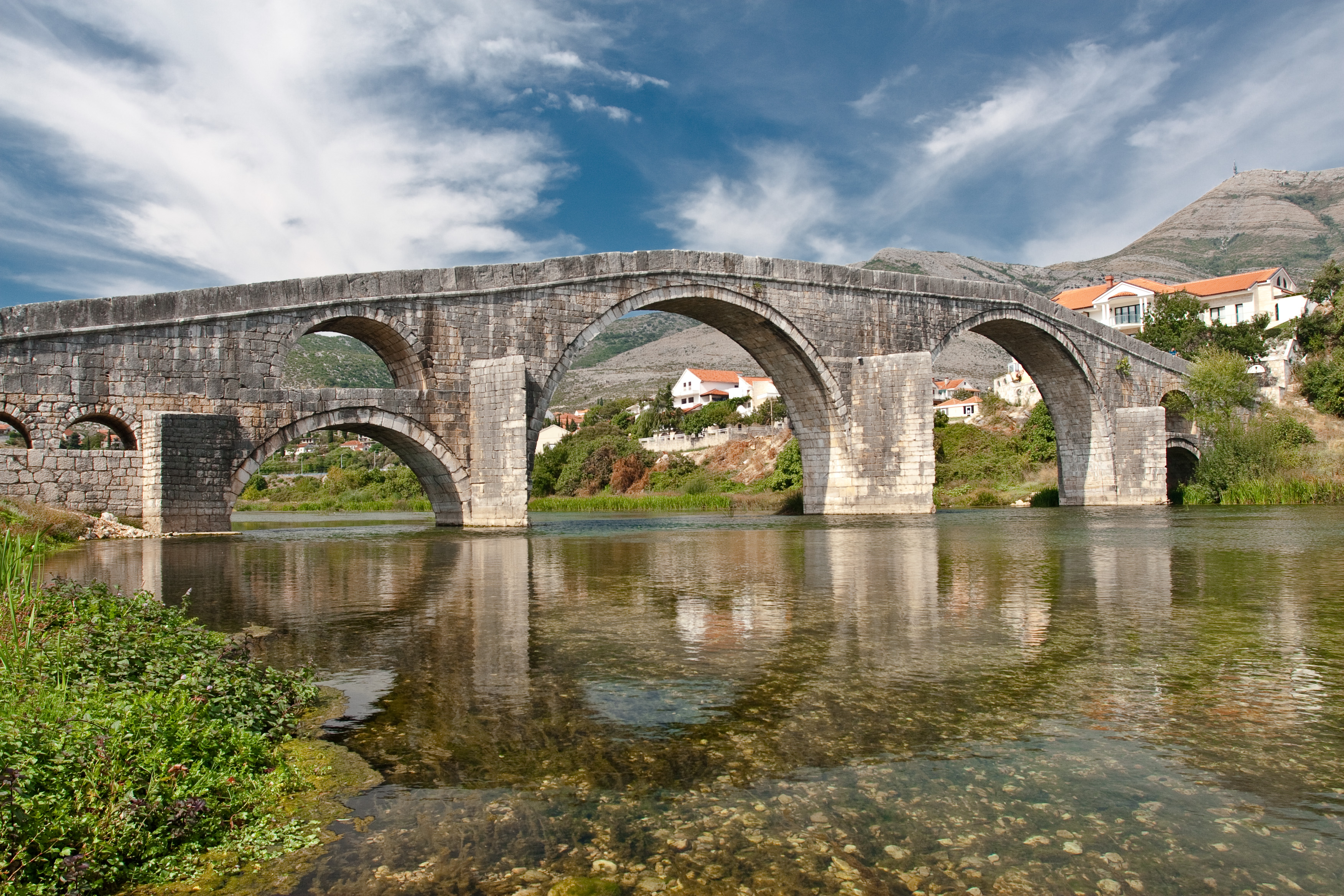
Perovićův most

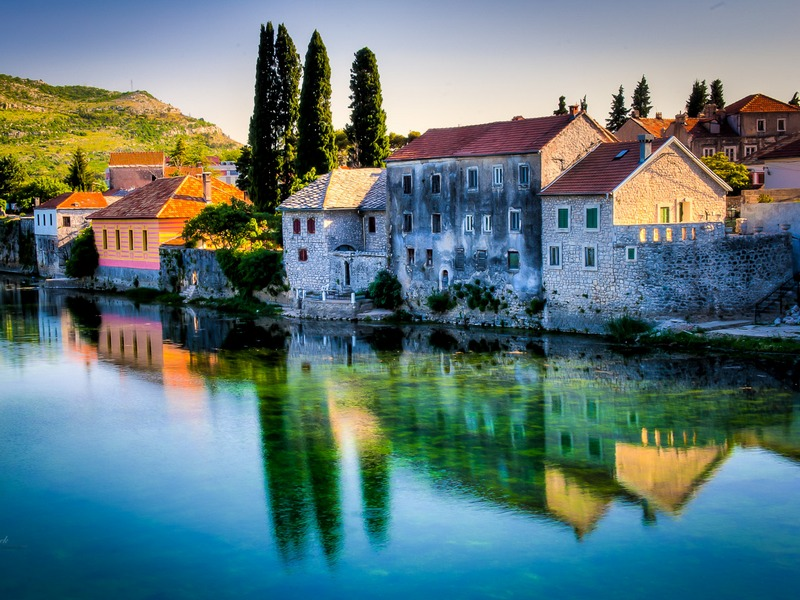
Staré město

Do vypuknutí války v Bosně a Hercegovině bylo Trebinje ekonomicky rozvinutým městem. Během války došlo k izolaci města a následujícího pádu průmyslové výroby a tím pádem i zaměstnanosti. Ekonomika se po skončení konfliktu mírně vzpamatovala, nicméně nezaměstnanost, ač na poměry Bosny a Hercegoviny je zde nižší[zdroj?], zůstala stále vysoká. Mezi hlavní zaměstnavatele v Trebinji patřila továrna na výrobu nástrojů. V blízkosti města se nachází také vodní elektrárny na řece Trebišnjica (Graničarevo a Gorica). Od roku 1998 sídlí v Trebinji sídlo společnosti Elektroprivreda Republike Srpske.

## Sport
V Trebinje sídlí několik sportovních týmů, např. fotbalový klub FK Leotar a basketbalový KK Leotar. Město má k dispozici fotbalový stadion s kapacitou 8500 míst a sportovní halu o kapacitě 4000 míst. Řada místních basketbalistů, kteří hrají např. i v srbském nebo černohorském národním týmu, byla původem z Trebinje, např. Predrag Danilović, Milan Gurović, Vladimir Radmanović, Dejan Bodiroga. Mezi známé házenkáře z Trebinje patří Miloš Grbić a jeho dva synové Vladimir Grbić a Nikola Grbić.

## Etnické složení
V roce 1991, před válkou byly národnosti tehdejší Jugoslávie zastoupeny v Trebinji takto:
- Srbové (53 %)
- Bosenští muslimové (35 %)
- Jugoslávci (8 %)
- Chorvati (2 %)
- ostatní (2 %)

## Osobnosti
- Jovan Dučić (1874–1943), básník a diplomat
- Jovan Deretić, literární historik
- Srđan Aleksić (1966–1993), amatérský herec a oběť války v BiH
- Mirsad Bakšić, chorvatský právník
- Husein Bračković, historik
- Hamdija Hajdarhodžić, historik
- Nikola Ivanišin, literární historik a kritik
- Ksenija Kantoci, chorvatská sochařka
- Viktor Kopač, numismatik
- Ante Lauc, sociolog
- Ratomir Dugonjić, partyzán a politik
- Radoslav Zubac, partyzán